# Paris Open 1999
Il Paris Masters 1999 è stato un torneo di tennis che si è giocato sul Sintetico indoor. È stata la 28ª edizione del Paris Masters, che fa parte della categoria ATP Super 9 nell'ambito dell'ATP Tour 1999. Il torneo si è giocato nel Palais omnisports de Paris-Bercy di Parigi in Francia, dal 1º novembre all'8 novembre 1999.

## Campioni

### Singolare
Andre Agassi ha battuto in finale  Marat Safin con il punteggio di 7–6(1), 6–2, 4–6, 6–4

### Doppio
Sébastien Lareau /  Alex O'Brien hanno battuto in finale  Paul Haarhuis /  Jared Palmer con il punteggio di 6–1, 6–3